# Body Talk (Robyn)
| Recensione           | Giudizio |
| -------------------- | -------- |
| AllMusic             |          |
| Entertainment Weekly | A        |
| Metacritic           | 86/100   |
| musicOMH             |          |
| PopMatters           | 7/10     |
| Pitchfork Media      | 8.7/10   |
| Robert Christgau     | A-       |
| Rolling Stone        |          |
| Slant Magazine       |          |
| The A.V. Club        | A        |
| The Guardian         |          |

Body Talk è un album della cantante svedese Robyn, pubblicato nel 2010. Si tratta di un "greatest hits" della serie degli album "Body Talk" (pt.1, pt.2, pt.3).

## Aspetti Generali
Successivamente al lancio degli album Body Talk pt.1, Body Talk pt.2 e Body Talk pt.3, Robyn decide di riunire i successi maggiori dei tre lavori in un unico disco, appunto Body Talk, che contiene cinque brani tratti da ciascuno dei tre album sopracitati.

## Singoli
1. Indestructible[15], pubblicata il 1º novembre 2010 in Scandinavia e in un giorno più tardi negli Stati Uniti.[16] Una versione acustica era apparsa sull'album, "Body Talk Pt.2".  È stata co-scritta da Klas Åhlund.
2. Call Your Girlfriend, è stato pubblicato il 1º aprile 2011.

## Tracce

### International Edition
1. Fembot (3:34)
2. Dancing on My Own (4:45)
3. Don't Fucking Tell Me What to Do (4:09)
4. Indestructible (3:40)
5. Time Machine (3:34)
6. Love Kills (4:27)
7. Hang With Me (4:19)
8. Call Your Girlfriend (3:46)
9. None of Dem (Robyn & Röyksopp) (5:11)
10. We Dance to the Beat (4:26)
11. U Should Know Better (Robyn & Snoop Dogg) (4:00)
12. Dancehall Queen (3:37)
13. Get Myself Together (3:40)
14. In My Eyes (3:55)
15. Stars 4-Ever (3:59)

- iTunes Bonus Tracks

1. Dancehall Queen (Diplo and Stenchman Remix) (feat. Spoek Mathambo) (4:16)

### US & Canada Edition[17]
1. Dancing on My Own (Radio Version) (4:39)
2. Fembot (3:35)
3. Don't Fucking Tell Me What to Do (4:13)
4. Indestructible (3:40)
5. Time Machine (3:38)
6. Love Kills (4:27)
7. Hang with Me (4:19)
8. Call Your Girlfriend (3:49)
9. None of Dem" (feat. Röyksopp) (5:12)
10. We Dance to the Beat (4:27)
11. U Should Know Better (feat. Snoop Dogg) (4:01)
12. Dancehall Queen (3:41)
13. Get Myself Together (3:43)
14. In My Eyes (3:56)
15. Stars 4-Ever (3:59)

## Classifiche
| Classifiche                                     | Migliore Posizione |
| ----------------------------------------------- | ------------------ |
| Belgio (Ultratop Fiandre)                       | 32                 |
| Danimarca (IFPI)                                | 13                 |
| Norvegia (VG-lista)                             | 8                  |
| Svezia (Sverigetopplistan)                      | 2                  |
| Regno Unito (UK Dance Album Charts)             | 11                 |
| Stati Uniti (Billboard 200)                     | 142                |
| Stati Uniti (Billboard Dance/Electronic Albums) | 3                  |

## Date di Pubblicazione
| Nazione     | Data             | Etichetta          |
| ----------- | ---------------- | ------------------ |
| Danimarca   | 22 novembre 2010 | Capitol Records    |
| Canada      | 22 novembre 2010 | Cherrytree Records |
| Stati Uniti | 22 novembre 2010 | Cherrytree Records |
| Svezia      | 26 novembre 2010 | Konichiwa Records  |
| Italia      | 26 novembre 2010 | Konichiwa Records  |
| Regno Unito | 29 novembre 2010 | Universal Island   |
| Germania    | 3 dicembre 2010  | Ministry of Sound  |
| Australia   | 10 dicembre 2010 | Modular Recordings |
| Polonia     | 10 dicembre 2010 | Universal Island   |